# 編集工房ノア
編集工房ノア（へんしゅうこうぼうノア）は、大阪市北区中津にある出版社。

## 概要
1975年（昭和50年）9月創業。社主・涸沢純平と家族が運営している。
主に関西を中心に活動している作家や詩人の文芸作品を主に取り扱う。PR誌「海鳴り」を年1回発刊。ジュンク堂書店大阪本店には専用棚も設けている。（2017年3月棚終了）
1984年（昭和59年）度の咲くやこの花賞、2006年（平成18年）12月には第22回梓会出版文化賞特別賞を受賞している。
同社から作品を刊行した作家・詩人には 鶴見俊輔、杉本秀太郎、杉本浩平、庄野英二、庄野至、山田稔、足立巻一、富士正晴、杉山平一、天野忠、川崎彰彦、安水稔和、塔和子、鈴木漠、島田陽子、高木敏克などがいる。